# Polževke
Polževke (znanstveno ime Hygrophorus) so rod gliv iz družine polžark (Hygrophoraceae). Ime Hygrophorus izhaja iz hygro, kar pomeni vlaga in phorus, kar pomeni nosilec. Ne samo, da te glive vsebujejo veliko vode, tako kot večina drugih gob, ampak so tudi vlažne, lepljive in sluzaste.

## Seznam polževk Slovenije[3]
- dišeča polževka (Hygrophorus agathosmus)
- grmovnata polževka (Hygrophorus arbustivus)
- palčkova polževka (Hygrophorus atramentosus)
- puhasta polževka (Hygrophorus barbatulus)
- lepolistna polževka (Hygrophorus calophyllus)
- švedska polževka (Hygrophorus camarophyllus)
- vinska polževka (Hygrophorus capreolarius)
- zlatozoba polževka (Hygrophorus chrysodon)
- prelčeva polževka (Hygrophorus cossus)
- gabrovinska polževka (Hygrophorus dichrous)
- diskasta polževka (Hygrophorus discoideus)
- rumeneča polževka (Hygrophorus discoxanthus)
- bela polževka (Hygrophorus eburneus)
- pordečela polževka (Hygrophorus erubescens)
- bukova polževka (Hygrophorus fagi)
- rjavobela polževka (Hygrophorus fuscoalbus)
- sluzovenčna polževka (Hygrophorus gliocyclus)
- brezova polževka (Hygrophorus hedrychii)
- pozna polževka (Hygrophorus hypothejus)
- sluzasta polževka (Hygrophorus latitabundus)
- dvobarvna polževka (Hygrophorus leucophaeus)
- ovratniška polževka (Hygrophorus ligatus)
- leskova polževka (Hygrophorus lindtneri)
- macesnova polževka (Hygrophorus lucorum)
- marčna polževka (Hygrophorus marzuolus)
- obuta polževka (Hygrophorus mesotephrus)
- gozdna polževka (Hygrophorus nemoreus)
- olivnobela polževka (Hygrophorus olivaceoalbus)
- suha polževka (Hygrophorus penarius)
- breskvobarvna polževka (Hygrophorus persicolor)
- hrastova polževka (Hygrophorus persoonii)
- smrekova polževka (Hygrophorus piceae)
- pesniška polževka (Hygrophorus poetarum)
- stasita polževka (Hygrophorus ponderatus)
- hojeva polževka (Hygrophorus pudorinus)
- koprenasta polževka (Hygrophorus purpurascens)
- pikčasta polževka (Hygrophorus pustulatus)
- Quéletova polževka (Hygrophorus queletii)
- zajetna polževka (Hygrophorus Russula)
- lepa polževka (Hygrophorus speciosus)
- pepelnata polževka (Hygrophorus spodoleucus)
- mekinasta polževka (Hygrophorus velutinus)
- zajetna polževka (Hygrophorus russula)